# South Wayne
South Wayne est un village du comté de Lafayette, dans l'État du Wisconsin, aux États-Unis. En 2020, il comptait une population de 444 habitants.